# Riksdagen 1961
Riksdagen 1961 ägde rum i Stockholm.
Riksdagens kamrar sammanträdde i riksdagshuset den 10 januari 1961. Riksdagsarbetet inleddes ceremoniellt genom riksdagens högtidliga öppnande i rikssalen på Stockholms slott den 11 januari. Första kammarens talman var Gustaf Sundelin (FP), andra kammarens talman var Fridolf Thapper (S). Riksdagen avslutades den 15 december 1961.